# Index Medicus Africano
Index Medicus Africano / African Index Medicus  (AIM) é umA base de dados internacional para literatura de saúde Africano implementado pela Organização Mundial da Saúde (OMS) e os parceiros africanos. AIM disponibiliza informações de saúde (on line) produzido em África ou por pesquisadores africanos para os trabalhadores da saúde, decisores políticos e comunidades.

## Antecedentes
O estabelecimento de uma base de dados regional de literatura sobre saúde publicada em África (uma African Index Medicus) foi mandatado pelo Comité Regional pela Resolução AFR / RC30R5. Em 1984, o trabalho começou no desenvolvimento da base de dados em AFRO mas por várias razões foi posteriormente suspensa.
O projeto foi relançado em 1993, após uma consulta em Accra, Gana, entre os profissionais de informação de saúde africanos, membros do Comitê Executivo da Associação de Informação em Saúde e Bibliotecas em África (AHILA) e da equipe técnica da OMS.

## Objectivos
O principal objetivo do projeto AIM é proporcionar o acesso à informação publicada em ou relacionados com a África e para incentivar a publicação local. Destina-se a recolher referências de informações de saúde publicados e não publicados relevantes para a Região e não indexados em outros lugares. Os principais desafios para este projeto são:
- Promover a publicação Africano, incentivando escritores para publicar em seus países ou revistas regionais
- Para dar maior visibilidade à saúde e investigação biomédica realizados em países africanos
- Intensificar o fluxo Sul-Sul de informação, especialmente entre os países africanos
- Para reduzir o custo do acesso à informação para os países em desenvolvimento
- Integrar as publicações africanas em redes de informação internacionais
- Para desenvolver e incentivar a colaboração e partilha de informações na região

## O que está indexado no AIM?
- Literatura cinzenta
- Relatórios técnicos
- Teses e dissertações
- As revistas médicas (algumas com artigos completos)

## Quais revistas estão indexadas no AIM?
Todas as revistas médicas africanas poderiam ser indexados na base de dados AIM. Artigos sobre ou relacionados com a África e publicados em outras revistas regionais ou internacionais são indexados.

## Estrutura e gestão
O Projeto African Index Medicus é baseado no Escritório Regional da Organização Mundial de Saúde para a África. (Biblioteca), em Brazzaville, Congo. Os dados são fornecidos pelos pontos focais nacionais e Editores Médicos Africanos. Muitos deles são membros da FAME(Fórum de Editores Médicos Africanos). As informações recebidas pela equipe do projeto AIM são indexados, catalogados, compilados e integrados numa base de dados disponível no OPAC acessível a partir do site do African Index Medicus.

## Parceria em redes de informação internacionais
AIM é reconhecida pelas principais instituições e organizações como o principal catálogo de informações de saúde Africano. Portanto, as recomendações e / ou encaminhamentos para African Index Medicus, estão presentes nos sites de muitas dessas organizações, incluindo as redes internacionais, como le CISMEF(France),  universidades, como a Universidade de Stanford University de Alberta. Além disso, o Conselho Africano e Malgaxe para o Ensino Superior (CAMES) recomenda os investigadores e cientistas africanos para publicar em revistas indexadas no AIM para garantir a credibilidade da sua publicação.